# Pherbina
Pherbina is een vliegengeslacht uit de familie van de slakkendoders (Sciomyzidae).

## Soorten
- P. coryleti (Scopoli, 1763)
- P. intermedia Verbeke, 1948
- P. mediterranea Mayer, 1953